# جاده آلن
جاده آلن (انگلیسی: Allen Road) یک بزرگراه کوتاه راه شریانی در تورنتو، انتاریو است. به عنوان یک بزرگراه با دسترسی کنترل شده در خیابان اگلینتون شروع می‌شود، به سمت شمال به سمت جنوب جاده ترانزیتی می‌رود، سپس به عنوان یک جاده شریانی در شمال تا خیابان کنارد ادامه می‌یابد، جایی که به سمت شمال به عنوان بخش شمالی خیابان دافرین ادامه می‌یابد.